# Heinrich Bass
Heinrich Bass (auch: Baß; * 6. Oktober 1690 in Bremen; † 5. März 1754 in Halle (Saale)) war ein deutscher Anatom und Chirurg.

## Leben
Der Sohn des Chirurgen Gerhard Bass besuchte das Gymnasium illustre in Bremen und begann 1713 an der Universität Halle ein Studium der Medizin. 1715 wechselte er an die Universität Straßburg, setzte 1717 seine Studien an der Universität Basel fort und kam 1718 nach Halle zurück, wo er mit der Dissertation de fistula ani feliciter curanda unter Friedrich Hoffmann den Doktorgrad der Medizin erwarb.
Am 29. Juli 1718 wurde Heinrich Bass außerordentlicher Professor für Anatomie und Chirurgie in Halle, wo er sich besonders mit der Chirurgie und Anatomie beschäftigte. Bass machte sich unter anderem um die Ausführung der Paracentese der Brust verdient, die er nach vorangegangener Verschiebung der Haut ausführte.
Heinrich Bass galt als „einer der bedeutendsten deutschen Chirurgen seiner Zeit und ein sehr gesuchter Lehrer“.
Seine Abhandlung über die Operation der Geschwülste wurde 1753 von der Akademie der Chirurgie in Paris mit einem Preis ausgezeichnet.
Bass war zwei Mal verheiratet. Am 14. Oktober 1718 heiratete er Friderika Amalia († 28. September 1726 in Halle), die zweite Tochter des königlich preußischen Konsistorialrats, Professor der Theologie und Dompredigers in Halle Johann Huldrich Heyden (1662–1727). Nach dem Tod der ersten Frau ging er am 25. September 1731 eine weitere Ehe mit Johanna Sophia, der Tochter des Mediziners Christian Röper ein.

## Ausgewählte Werke
- Gründlicher Bericht von Bandagen u.s.w., nebst nöthigen Kupferstichen u.s.w. Leipzig 1720, 1732, 1755 1748 von H. Ulhoorn ins Holländische übersetzt
- Den erläuterten Nuck, oder gründliche Anmerkung über des berühmten Anat. Et Chir. Zu Leyden Anton Nucks Chirurgische Handgriffe und Experimente u.s.w.; auch von einer Vorrede Herrn Dr. Friedr. Hoffmanns. Halle 1728, mit sechs Kupferstichen
- Observationes Anatomico-Chirurgico medicae, in quatur decades digestae cariis observatis rarioribus exornatae, et solidis medicae scienttiae principiis superstuctae. Halle 1731
- Tractatus de morbis venereis, quem obseruationibus auxit, et in usum auditorum edidit I. W. B. M. D. Frankfurt / Leipzig 1763